# Environmentální archeologie
Environmentální archeologie je podobor archeologie, který se zabývá vztahem člověka a přírodního prostředí v minulosti. Do studia archeologie zahrnuje přírodní element a jeho vliv. Studuje kvartérní geologii i pozůstatky rostlin a zvířat a odpovídá na otázky chronologie, změn prostředí, hospodaření s přírodními zdroji nebo stravování minulých populací. Tato zjištění porovnává se současným stavem. Environmentální archeologie zkoumá ekofaktové vlastnosti archeologických pramenů, využívá metod a poznatků geologie, pedologie, klimatologie, ekologie, palynologie, ale i sociální, historické a sídelní geografie nebo kartografie.

## Historie

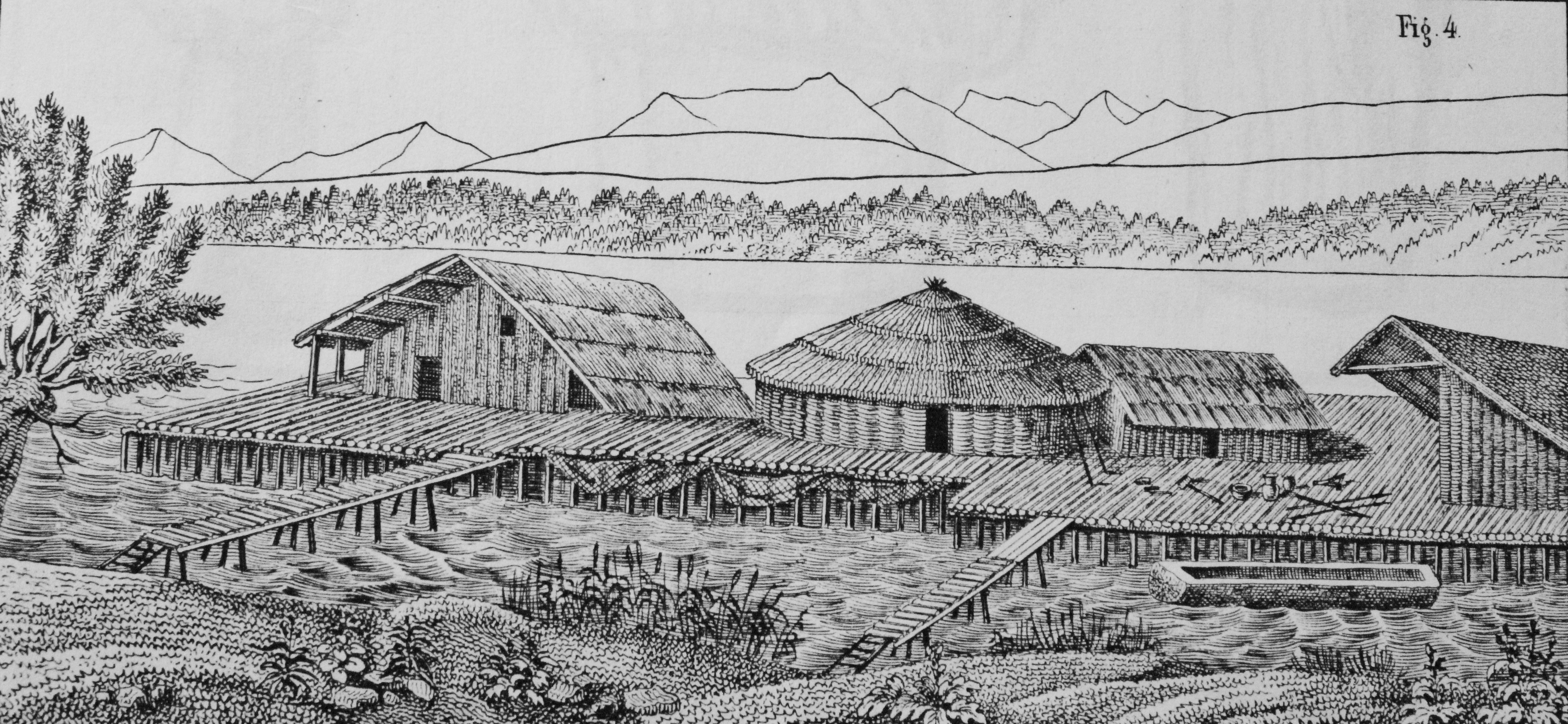
Představa nákolní osady podle Ferdinanda Kellera (1854)

Ačkoliv se environmentální archeologie jako samostatná disciplína etablovala až ve druhé polovině 20. století, zájem o životní prostředí minulých kultur je znám již od 18. století. K jeho studiu přispěly nejen první nálezy fosilií, ale i evoluční teorie, poukazující na fakt, že fauna i flóra doznávaly v průběhu věků podstatných změn.
V první polovině 19. století bylo zahájeno studium kvartérní geologie (Jules Desnoyers, Charles Lyell), které vedlo k rozeznání významných klimatických změn - střídání dob ledových a meziledových.
V druhé polovině 19. století proběhly první výzkumy zbytků rostlin a živočichů na archeologických nalezištích. Příkladem lze uvést rostlinné makrozbytky, výborně dochované díky vysoké vlhkosti v prostředí nákolních osad ve Švýcarsku, které poprvé zkoumal Ferdinand Keller v roce 1854 na lokalitě Ober-Meilen na Curyšském jezeře. První systematickou práci o archeologicky získaných zvířecích kostech představují výsledky studia tzv. crannog - uměle vybudovaných ostrovů na jezerech v Irsku - z roku 1862 (William Wilde). Úzká spolupráce mezi archeology a přírodovědci začala v 2. polovně 19. století ve Skandinávii (Jens Jacob Asmussen Worsaae).
Počátkem 20. století se objevilo množství významných studií minulého přírodního prostředí. V roce 1909 němečtí badatelé Albrecht Penck a Eduard Brückner na základě výzkumu říčních teras v údolích alpských řek vyčlenili čtyři doby ledové, pojmenované po zmíněných řekách Günz, Mindel, Riss, a Würm. V roce 1912 publikoval švédský geolog Gerard De Geer metodu varvové chronologie a v roce 1916 Švéd Lennart von Post zveřejnil první systematický pylový profil.
Také čeští a moravští archeologové začali v první polovině 20. století využívat přírodovědné metody k poznání pravěkého přírodního prostředí. Výjimečné jsou v tomto směru práce Jana Filipa, který využil pylové analýzy i studium rašelinišť a jako první se pokusil o detailní rekonstrukci podnebí a porostu v českém neolitu. Také Jaroslav Petrbok důsledně sbíral na archeologických lokalitách přírodovědný materiál, přičemž se zaobíral především měkkýši. První přírodovědné rozbory publikovali Karl Rudolph (1917), Antonín Klečka (1928), Hubert Losert (1940) a zejména Franz Firbas (1949). Po druhé světové válce se přírodovědným aspektům archeologie věnovali František Prošek nebo Karel Žebera. Jejich práce se soustředily na významné paleolitické lokality (Gánovce, Koněprusy, Dzeravá skala, Dolní Věstonice, Předmostí u Přerova).

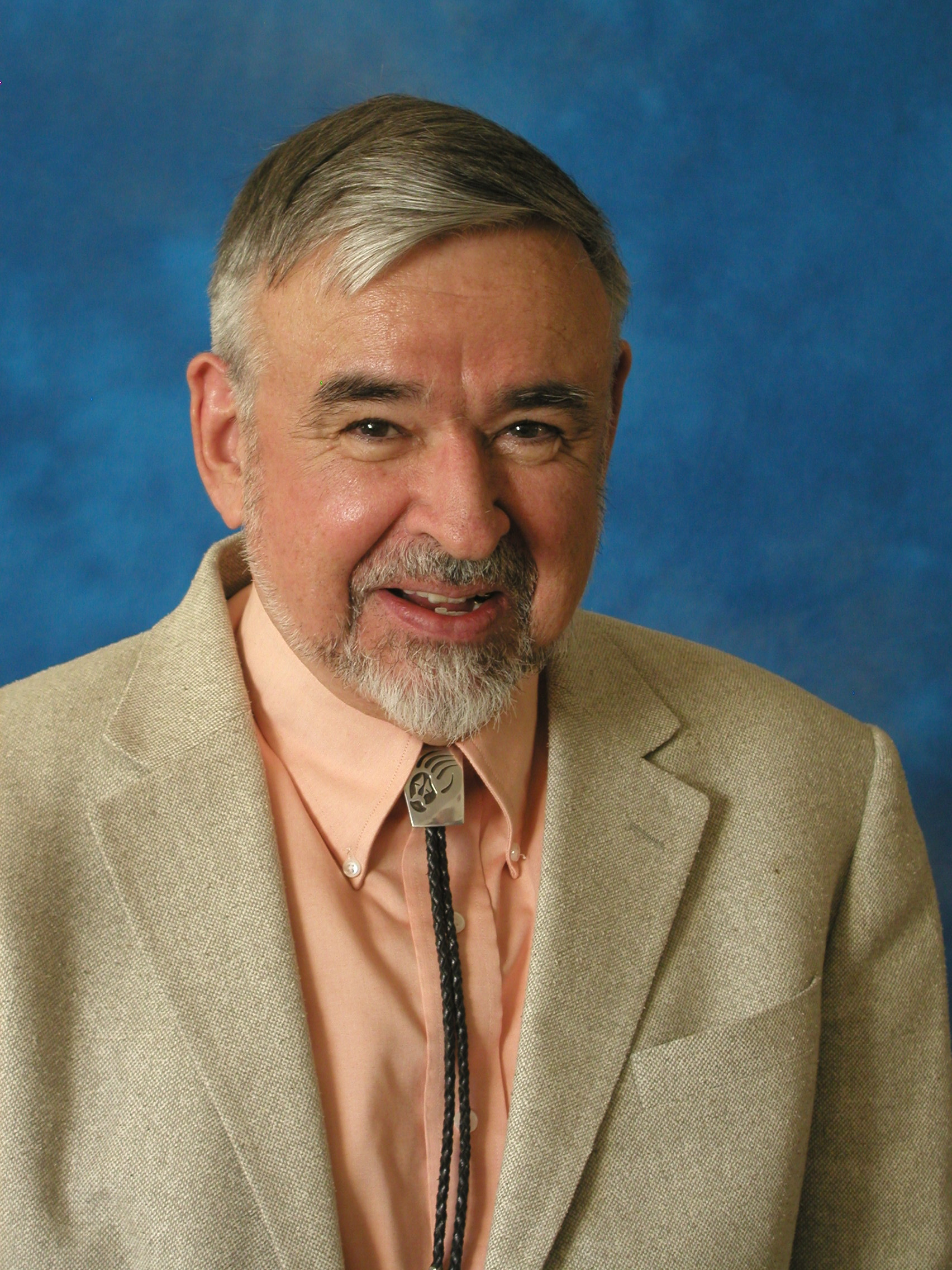
Karl W. Butzer

Jistý zlom v rozvoji environmetální archeologie představuje vynález radiokarbonového datování v roce 1949 (Willard F. Libby), který umožnil kvartérní nálezy přesně datovat. Významný byl rovněž objev analýzy izotopů kyslíku v hlubokomořských vrtech (Cesare Emiliani). V druhé polovině 20. století pak následovalo množství dalších metod, využitelných k řešení početných archeologických otázek.
Zejména v závěru 20. století se archeologové začali věnovat problematice využívání přírodních zdrojů, migrace nebo domestikace rostlin i zvířat. Řešeny byly i otázky paleoklimatu, tafonomie a vzniku archeologických pramenů. To vše s sebou neslo zvýšenou míru propojení archeologie a přírodních věd. Důraz na přírodní prostředí kladli ve svých studiích v 70. a 80. letech 20. století britští archeologové Eric Sidney Higgs a Grahame Clark. O širokou mezioborovou spolupráci se pak zasadil především Američan německého původu, Karl W. Butzer, který se věnoval studiu vegetace, půdy, geologie a geomorfologie i zaniklé fauně a klimatickým změnám v pleistocénu. Prosazoval velmi komplexní přístup s maximálním propojením archeologie a přírodních věd. Proto je považován za faktického zakladatele moderní environmentální archeologie.
Také v českých zemích se v závěru 20. století častěji uplatňuje propojení archeologie s přírodními vědami a později se objevují i rozsáhlejší krajinné studie. V 80. letech využil Evžen Neustupný při zpracování nálezů z Komořanského jezera poznatky palynologie, mimoto se ve svých pracích zaobíral výživou, paleodemografií i vnímáním celé krajiny, nejen izolovaných lokalit. Václav Matoušek spolupracoval s přírodovědci při výzkumu Českého krasu. Velké množství zvířecích kostí z archeologických výzkumů zpracoval Lubomír Peške. Pylové analýze především středověkých lokalit se věnovala Vlasta Jankovská. Archeobotanickým výzkumem městských historických jader se zabýval Emanuel Opravil. Měkkýše v archeologických nálezech studoval Vojen Ložek.
V roce 2002 vznikla na Přírodovědecké fakultě Jihočeské univerzity Laboratoř archeobotaniky a paleoekologie (LAPE). Součástí Archeologického ústavu v Praze je Oddělení přírodních věd a archeometrie.

## Dělení
Environmentální archeologii je možno rozdělit do několika podoborů:
- archeobotanika (studium zbytků rostlin): Umožňuje lépe porozumět např. stravovacím návykům tehdejších lidí, rostlinné produkci, používání nástrojů atd.
- zooarcheologie (studium pozůstatků živých organismů): Rozkrývá vztahy mezi faunou a člověkem z hlediska náboženského, ekonomického atd.
- geoarcheologie (studium geologických procesů): Zkoumá historické změny klimatu, regionální naleziště surovin, půdní typy a jejich vliv na fungování lidských společenství.